# Jüdische Gemeinde Uckange

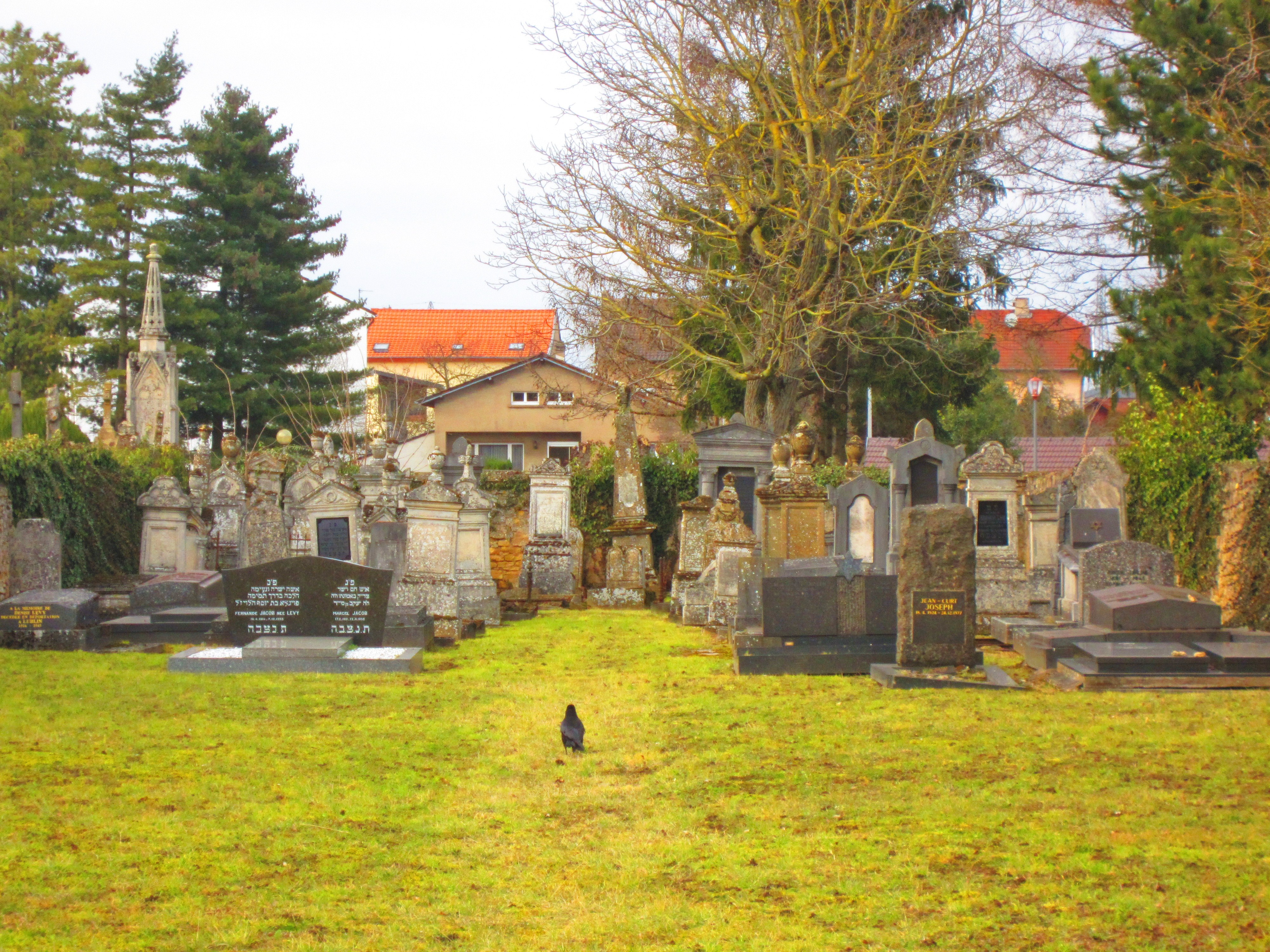
Jüdischer Friedhof in Uckange

Eine Jüdische Gemeinde in Uckange, einer französischen Gemeinde im Département Moselle in Lothringen, entstand spätestens im 18. Jahrhundert.

## Geschichte
Die jüdische Gemeinde errichtete bereits 1780 eine Synagoge in der Rue des Juifs (Judengasse), die wegen Baufälligkeit 1848 geschlossen wurde. Danach wurde eine neue Synagoge errichtet, die heute nicht mehr existiert. Die jüdische Gemeinde gehörte seit 1808 zum israelitischen Konsistorialbezirk Metz.

## Friedhof
Der jüdische Friedhof in Uckange wurde 1880 errichtet.